# フォンツァーゾ
フォンツァーゾ（伊: Fonzaso）は、イタリア共和国ヴェネト州ベッルーノ県にある、人口約3,000人の基礎自治体（コムーネ）。

## 地理

### 位置・広がり

#### 隣接コムーネ
隣接するコムーネは以下の通り。
- アルシエ
- フェルトレ
- ラモーン
- ペダヴェーナ
- セレーン・デル・グラッパ
- ソヴラモンテ

### 気候分類・地震分類
気候分類では、zona F, 3104 GGに分類される。
また、イタリアの地震リスク階級 (it) では、zona 2 (sismicità media) に分類される。

## 行政

### 分離集落
フォンツァーゾには、以下の分離集落（フラツィオーネ）がある。
- Agana, Arten, Frassenè, Giaroni